# Hầm Buramsan
Hầm Buramsan (Tiếng Hàn: 불암산터널, Hanja: 佛巖山터널) là một đường hầm bắt đầu tại Byeollae-dong, Namyangju-si, Gyeonggi-do và kết thúc tại Sanggye-dong, Nowon-gu, Seoul, Hàn Quốc. Đường hầm tạo thành Đường cao tốc vành đai 1 vùng thủ đô Seoul.
Hầm Suraksan nằm gần phía tây bắc của Đường hầm Buramsan.